# Managementprozess

Managementprozess

Der Managementprozess ist in der Betriebswirtschaftslehre und der Managementlehre die koordinierende Steuerung von Kernprozessen in Organisationen mit dem Fokus auf die Strukturierung der organisatorischen Rollen und deren Aufgaben. Er stellt eine Sicht auf die Geschäftsprozesse eines Unternehmens dar, deren weitere die der Kernprozesse und der unterstützenden Prozesse sind.
Der Managementprozess ist Teil des Unternehmensprozesses und besteht aus den Teilprozessen Organisation, Personalwesen, Führungsprozess, Kontrolle und Unternehmensplanung. Ein Kernprozess ist beispielsweise ein Produktionsprozess oder ein Marketingprozess. Unterstützende Prozesse sind dabei beispielsweise Buchhaltung oder Rechnungswesen. Managementprozesse sind beispielsweise die Entwicklung von Visionen und der Strategie, die Bestimmung der Unternehmensziele, Personalführung, Qualitätsmanagement, Projektmanagement, Risikomanagement, Finanzmanagement.
Ein Managementprozess ist ein Ablauf, bei dem Manager in Unternehmen und Organisationen Geschäftsprozesse definieren und beeinflussen. Er wird auch als sachbezogener Führungsprozess bezeichnet und kann sich sowohl auf die Unternehmensführung beziehen als auch auf Teilbereiche wie Projektmanagement oder Risikomanagement.
Über die Elemente des Managementprozesses besteht in der Literatur keine einheitliche Auffassung.
Der Prozess des Managements besteht aus folgenden Phasen:

PDCA-Zyklus

Zielsetzung
Beschreibung konkreter und messbarer Ziele sowohl strategischer als auch operativer Natur (kurz-, mittel-, langfristig), um den Betriebszweck zu erfüllen.
Planung
als gedankliche Vorwegnahme (Antizipation) des zukünftigen Geschehens. Sie soll aufzeigen, auf welchen Wegen die Ziele zu erreichen sind. Hierzu zählen u. a. das Organisieren des Personal- und Mitteleinsatzes sowie des Zeitbedarfs.
Entscheidung
Auswahl der (wenn vorhanden) Handlungsmöglichkeiten im Hinblick auf die Zielsetzung.
Realisierung
als Umsetzung des Geplanten in die betriebliche Wirklichkeit. Hier sind beispielsweise Organisation, Personaleinsatz und Arbeit notwendig.
Kontrolle
die anhand des Soll-Ist-Vergleichs zeigen soll, ob es gelungen ist, die Pläne in die Realität umzusetzen.
Zusätzlich müssen zu jeder Phase spezifische Informationen vorhanden sein. Des Weiteren ist eine umfassende Kommunikation zwischen den Beteiligten aller Phasen notwendig. Da die Entscheidung als Akt der Willensbildung allen diesen Phasen zuordenbar ist, bildet sie keine eigene Phase dieses Prozesses, jedoch bildet sie einen eigenen Entscheidungsprozess.
Nach ISO/IEC 15504 (SPICE) gehören zu dieser Prozesskategorie die Führungsprozesse, Prozesse im Projektmanagement, Qualitätsmanagement und Risikomanagement.
Die grundlegenden Praktiken des Managementprozesses umfassen:
- Identifiziere die notwendigen Aktivitäten und Aufgaben.
- Prüfe die Angemessenheit der beabsichtigten Vorgehensweise.
- Plane und beschaffe die notwendigen Ressourcen und Infrastruktur.
- Sorge für die vollständige Durchführung der notwendigen Arbeiten.
- Überwache den Fortschritt der Arbeiten.
- Prüfe die Arbeitsprodukte der Arbeitsschritte und bewerte die Ergebnisse.
- Leite bei Abweichungen Korrekturen ein.
- Prüfe das Endergebnis.

## Grundsätze, Aufgaben und Werkzeuge
Der Autor Fredmund Malik unterscheidet zwischen Grundsätzen, Aufgaben und Werkzeugen des Managements:
- Im Grundsatz sollte ein Managementprozess ergebnisorientiert, ganzheitlich und konstruktiv sein. Der Manager hat sich dabei auf das Wesentliche zu konzentrieren. Die Konzentration auf die eigenen Stärken sowie das Schaffen von Vertrauen bei den Mitarbeitern führen zusätzlich zu einem positiveren und ehrlicheren Gesamtbild des Prozesses.
- Die Aufgaben gehen parallel mit der Phase des Managementprozesses einher und orientieren sich daran. Sie können auch als Management-Funktionen bezeichnet werden, beispielsweise Planen, Organisieren, Koordinieren, Diskutieren, Berichten, Einweisen und Kontrollieren.
- Als Werkzeuge der Manager kann man nennen Sitzung, Bericht, Arbeitsgestaltung (engl. job design) und Assignment Control, Persönliche Arbeitsmethodik, Budget & Budgetierung, Kostenrechnung, Leistungsbeurteilung und systematisches Aussortieren.

## Management-by-Konzepte
Alle Management-by-Techniken gehören zur Führungstechnik. Hier ist der Vorgesetzte in der Regel Koordinator und gibt Informationen an die Mitarbeiter. Die Gruppe ist beim Entscheidungsfindungsprozess aktiv beteiligt. Es gibt folgende wesentliche Management-by-Konzepte:
Management by Delegation
bei dem Aufgaben durch den Vorgesetzten an die Mitarbeiter übertragen werden, die diese vollständig hinsichtlich Entscheidungen und Abwicklung verantworten, z. B. Abwicklung eines vollständigen Kundenauftrages durch eine Mitarbeitergruppe. Eine deutsche Variante ist das Harzburger Modell.
Management by Objectives
bei dem Vorgesetzter und Mitarbeiter gemeinsam Ziele vereinbaren. Der Mitarbeiter bestimmt selbständig den Weg der Zielerreichung. Abschließend findet ein Soll-Ist-Vergleich statt, zum Beispiel einer vereinbarten realistischen und exakten Zielvereinbarung
Management by Exception
bei dem Mitarbeiter in Normalsituationen und Routinefällen selbstständig entscheiden und handeln. Vorgesetzte greifen nur in Ausnahmefällen und -situationen ein. Zum Beispiel wird folgender Normalfall definiert: Gewährung von Rabatt bis zu einer Höhe von max. 20 % durch die Mitarbeiter.
Management by Crisis
bei dem die Führung vom Management durch bewusste Herbeiführung oder Provokation von Krisen im Unternehmen erfolgt, um zu besseren Ergebnissen als bisher zu gelangen.
Management by Results
bei dem die Führung durch Ergebnisüberwachung ausgeübt wird, indem die erzielten Ergebnisse vom Management einer laufenden und präzisen Kontrolle unterworfen werden.
Management by Motivation
bei dem die Führung durch gezielte Arbeitsmotivation der Mitarbeiter erfolgt, indem den Unterstellten Anreize gegeben werden, die sie zu weiterer Leistungssteigerung anregen sollen.
Management by Projects
als Form der Teamarbeit, bei dem die Bewältigung bestimmter Projekte im Vordergrund steht, zum Beispiel die Errichtung eines neuen Werkes oder die Einführung eines effektiveren EDV-Systems.

## Weitere Management-Konzepte
- Das Lean Management als effektiveres und „schlankes Management“, das zur Kosteneinsparung einerseits die hierarchischen Ebenen des Unternehmens zu verringern versucht und anderseits die Geschäftsprozesse Nutzen bringender bzw. kostengünstiger zu gestalten versucht.
- Das Business Process Reengineering-Konzept als Ausdruck des fundamentalen Überdenkens aller betrieblichen Prozesse, die hinsichtlich ihres Beginns, ihrer Elemente und ihres Endes genau zu definieren sind. Hinzu kommen Erkenntnisse des Customer-Relationship-Managements (CRM), die permanent in die Produktions- und Geschäftsprozessketten des Unternehmens optimierend einzuarbeiten sind.
- Das Integrierte Management als Qualitätsmanagement, als Umweltmanagement, als Wertorientiertes Management, als Wissensmanagement und als System der Arbeitssicherheit.
- Das St. Galler Management-Modell als integriertes Modell zur Führung von Unternehmen, das die Gesamtheit aller Gestaltungs-, Lenkungs- und Entwicklungsprozesse umfasst, die das Unternehmensgeschehen bestimmen. Es ist ein vernetztes Informations-Entscheidungssystem.

## Management-Fehler
Management-Fehler werden im Unternehmen häufig durch die Anwendung ungeeigneter Methoden, Vorgehensweisen und Handlungen (Rituale) von Managern verursacht, wobei die Begründungen für die Anwendung von nutzlosen oder ungeeigneten Verfahren vielfältig sind, zum Beispiel:
Fehlende Kenntnisse
des oberen Management über Geschäftsprozesse, was zu Fehlentscheidungen mit negativen Folgen führen kann.
Hilflosigkeit von Managern
der Handelnde kennt keine Alternativen, aber es muss etwas passieren.
Entscheidungspsychologische Fallen
mangelnde Kenntnis von oder Sensibilität für die Anfälligkeit von Entscheidungen für Verzerrungen, Auslassungen, Vereinfachungen und so fort.
Rigidität im Denken und Handeln
als Gefahr, an einmal getroffenen Entscheidungen festzuhalten, selbst wenn die Faktenlage sich deutlich und sichtbar verändert hat.
Die Anwendung ungeeigneter Management-Methoden kann Ressourcen (Arbeit, Kapital usw.) und Zeit verschwenden sowie auch weitergehende Schäden (z. B. Imageschäden, Insolvenz) verursachen.